# Jerzy Weinberger
Jerzy Weinberger (ur. 16 marca 1940 w Prabutach) – polski adwokat, członek Trybunału Stanu (1997–2001).

## Życiorys
Ukończył studia prawnicze na Uniwersytecie im. Adama Mickiewicza w Poznaniu. Odbył aplikacje sądową, radcowską i adwokacką. Zajął się prowadzeniem prywatnej praktyki adwokackiej w Gdańsku. W 1997 Sejm III kadencji wybrał go na członka Trybunału Stanu (z rekomendacji posłów AWS). Funkcję tę pełnił do 2001.